# Palhinha (Fußballspieler, 1950)
Palhinha, bürgerlich Vanderlei Eustáquio de Oliveira (* 11. Juni 1950 in Belo Horizonte; † 17. Juli 2023 ebenda), war ein brasilianischer Fußballspieler und Fußballtrainer.
Vanderlei Eustáquio de Oliveira starb im Juli 2023 im Alter von 73 Jahren. Er wurde auf dem Friedhof Parque da Colina im Stadtteil Nova Cintra in Belo Horizonte beigesetzt.

## Karriere

### Verein
Palhinha gewann in seiner Karriere als Spieler verschiedene nationale sowie internationale Meisterschaften. Sein größter Erfolg war der Gewinn der Copa Libertadores 1976 mit dem Cruzeiro EC aus Belo Horizonte, bei welchem er 1969 seine Profikarriere begonnen hatte. In diesem Wettbewerb wurde er auch Torschützenkönig mit 13 Toren, eine Leistung die seither nur zwei Mal übertroffen wurde. Für Cruzeiro soll Palhinha insgesamt 457 Spiele bestritten und dabei 145 Tore erzielt haben. In den darauffolgenden Spielen im Dezember um den Weltpokal musste Cruzeiro dem FC Bayern München um Franz Beckenbauer nach einem 0:2-Auswärts und einem 0:0 im heimischen Mineirāo den Titel überlassen.
1977 verließ Palhinha den Klub, um für den SC Corinthians zu spielen. Als Ablösesumme wurden sieben Millionen Cruzeiros gezahlt. Von 1978 bis 1980 bildete er mit Sócrates das Angriffsduo des Klubs. Bis zu seinem Abschied 1980 soll er in 148 Spielen 44 Tore erzielt haben, mit einer Bilanz von 79 Siegen, 42 Unentschieden und 27 Niederlagen. Er wechselte zum Lokalrivalen von Cruzeiro dem Atlético Mineiro. 1982 trat Palhinha für den FC Santos und den CR Vasco da Gama an und danach zwei Jahre wieder für Cruzeiro. 1985 beendete er seine aktive Laufbahn beim dritten großen Klub seiner Heimatstadt América Mineiro. Im Anschluss arbeitete für verschiedene Klubs als Trainer.

### Nationalmannschaft
Von 1973 bis 1979 trat Palhinha für die brasilianische Fußballnationalmannschaft an. Seinen Einstand gab er in einem Freundschaftsspiel gegen Bolivianische Fußballnationalmannschaft am 27. Mai 1973. In der Partie wurde er für Leivinha von der SE Palmeiras eingewechselt. In seinem vierten Spiel am 30. Juli 1975 gelangen ihm seine ersten Tore für die Auswahl. Im ersten Gruppenspiel der Copa América 1975 wurde er in der 78. Minute für Campos eingewechselt und traf er zum 3:0 und 4:0 in der 82. und 88. Minute. Die Gruppenphase, in welcher Palhinha sein drittes Tor erzielte, konnte gewonnen werden. Im Halbfinale traf man auf Peru. Nach einem 1:3 und 2:0 wurde über das Weiterkommen per Los entschieden, welches Peru gewann.
1976 war Palhinha bei den Spielen um die Copa Roca 1976 gegen Argentinien dabei, welche gewonnen werden konnten. Auch bei der Copa América 1979 stand er im Kader. Hier schied man wieder im Halbfinale mit 1:2 und 2:2 gegen Paraguay aus. Danach endete seine Karriere in der Auswahl.
Neben seinen 16 offiziellen Spielen (drei Tore), hatte Palhinha noch drei weitere in inoffiziellen zu Einsätzen (zwei Tore).

## Erfolge
Nationalmannschaft
- Copa Roca: 1976

Cruzeiro
- Copa Libertadores: 1976
- Staatsmeisterschaft von Minas Gerais: 1968, 1969, 1972, 1973, 1974, 1975, 1984
- Troféu Triangular de Caracas: 1970

Corinthians
- Staatsmeisterschaft von São Paulo: 1977, 1979

Atlético Mineiro
- Staatsmeisterschaft von Minas Gerais: 1980

Vasco da Gama
- Staatsmeisterschaft von Rio de Janeiro: 1982

Auszeichnungen
- Bola de Prata: 1975
- Torschützenkönig Copa Libertadores: 1976